# Cantón de Banon
El cantón de Banon era una división administrativa francesa que estaba situada en el departamento de Alpes de Alta Provenza y la región de Provenza-Alpes-Costa Azul.

## Composición
El cantón estaba formado por nueve comunas:
- Banon
- La Rochegiron
- L'Hospitalet
- Montsalier
- Redortiers
- Revest-des-Brousses
- Revest-du-Bion
- Saumane
- Simiane-la-Rotonde

## Supresión del cantón de Banon
En aplicación del Decreto nº 2014-226 de 24 de febrero de 2014, el cantón de Banon fue suprimido el 22 de marzo de 2015 y sus 9 comunas pasaron a formar parte del nuevo cantón de Reillanne.